# Устянська Дача
Урочище Устя́нська Да́ча — урочище, ботанічний заказник загальнодержавного значення. Розташований у межах  Бершадської міської громадіи Гайсинського району Вінницької області, на схід від міста Бершадь, неподалік від села Устя (звідси й назва), поблизу с. Поташня.

## Місцезнаходження
Площа 173 га. Створений у 1982 р. на землях Поташнянської сільської ради. Перебуває у віданні Гайсинського державного лісгоспу, квартал 54-55.

## Стисла характеристика
Охороняється ділянка дубово-ясеневого лісу природного походження з деревами віком понад 80 років. У домішці — явір, черешня, граб, липа, клен, реліктова берізка, липа серцелиста, а також реліктовий вид — берека. Ліси такого типу з наявним флористичним ядром середземноморських, балканських та середньоєвропейських видів рослин відсутні в інших регіонах України.

У підліску зростає бруслина карликова, занесена до Червоної книги України, низка лікарських рослин. В умовах підвищеного рівнинного рельєфу в трав'яному покриві панує осока парвська — теплолюбний реліктовий вид, що має лікувальні властивості.

## Детальний опис
Територія заказника займає слабохвилястий плакор з переважанням височин 5-8 м. темно-сірими лісовими ґрунтами і опідзоленими чорноземами. В даних ґрунтово-орографічних умовах домінуює асоціація дубовових лісів парвськоосокових, внесена в Зелену книгу України. Заказник розташований в центрі ареалу цієї асоціації. В склад деревостанів входять: субсередземноморський вид - берека, також середньоєвропейські види: явір, черешня пташина і дуб скельний. В підліску також є середньоєвропейські види: свидина криваво-червона (що не утворює зімкнутого ярусу) і субсередземноморські - кизил і калина гордовина. Травостій даних угруповань відрізняєтться значним флористичним багатством. Флористичне ядро утворюютть субсередземноморські неморальні види: осока парвська, осока Мікелі, купина лікарська і широколиста, медунка м'яка, перлівка ряба.
Особливу цінність в заказнику мають ділянки ясенево-дубово-грабовпх лісів з домінуванням і нижніх ярусах реліктового, унікального для України виду - бересклету карликового, внесеного до Червоної книги України. Популяція виду в заказнику порівняно невелика, вид квітує, проте не плодоносить і розмножується тільки вегетативно (розростанням кореневищ).
Інші лісові угруповання займають в заказнику значно менші площі. З них відзначаються грабово-дубові ліси волосистоосокові, зірочникові і я лицеві, які утворюють на схилах плакорів характерний для півдня Поділля еколого-ценотичний ряд. В даних угрупували  добре виражена синузія ранньовесняних ефемероїдів:  підсніжник білосніжний, проліска дволиста, зірочки жовті, маленькі й Пачоського, ряст порожнистий, Галера і Маршала, зуб'янка залозиста і цибулева.
В заказнику охороняється також ряд видів, внесених до "Червоної книги України" підсніжник білосніжний, лілія лісова, любка дволиста, коручка чемерникоподібна і фіолетова, гніздівка звичайна. Особливу увагу в заказник слід приділити веденню созологічного паспорта та спостереженняменням за популяцією бересклету карликового.

## «ПерлинаВінниччини»

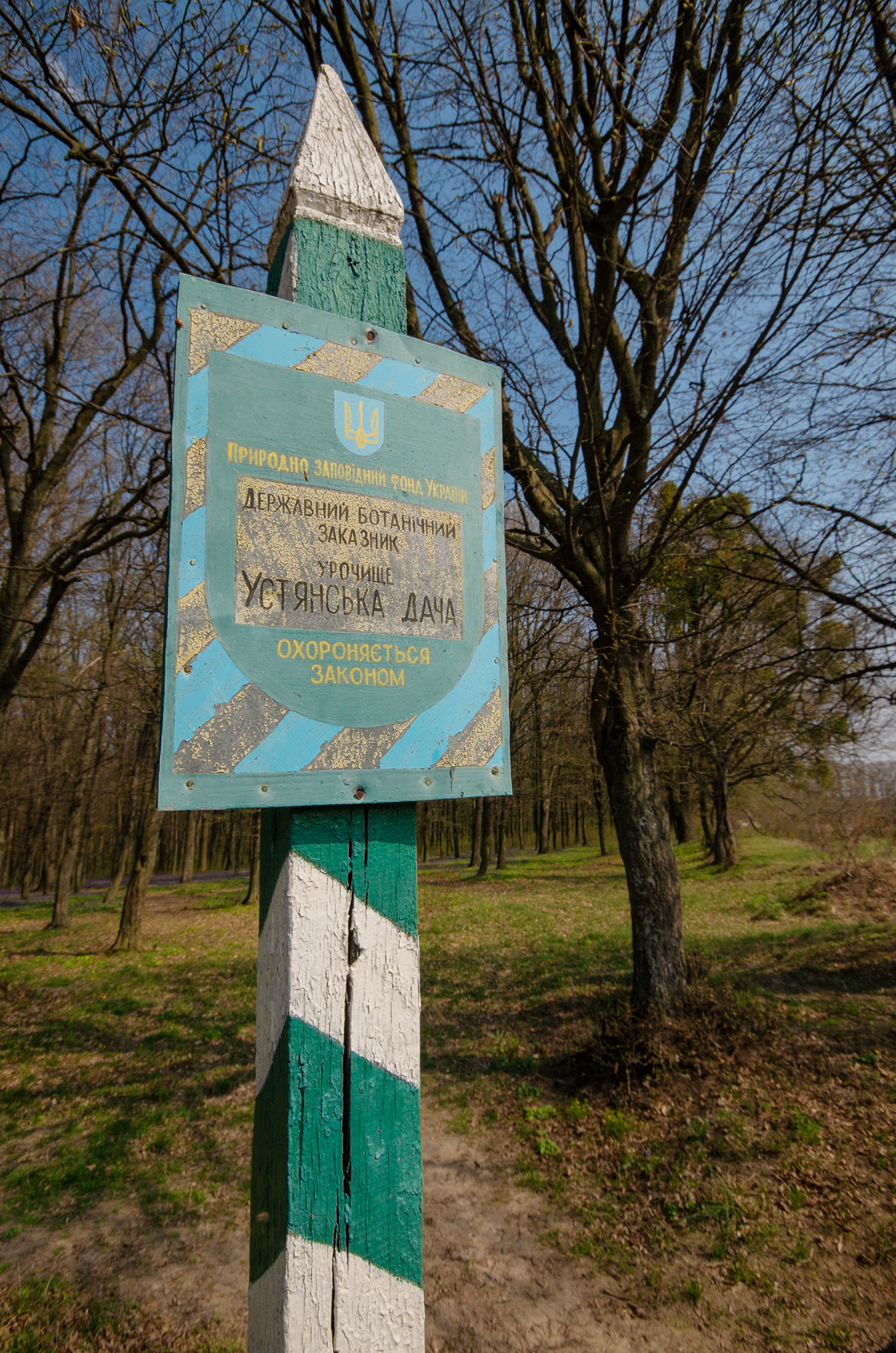

У 2007 р. за підсумками обласного конкурсу «Сім чудес Вінниччини», рішенням 14 сесії 5 скликання Вінницької обласної ради № 449 від 18 грудня 2007 р. урочище «Устянська Дача», ботанічний заказник загальнодержавного значення (с. Поташня, Бершадський район) визнано одним з 21 переможців у номінації «Перлини Вінниччини».